# 130-talet

## Händelser
- En lag i Romerska riket förbjuder avrättning av slavar utan rättegång.
- Zeus tempel färdigställs i Aten, Grekland.
- Kejsare Hadrianus besöker städerna Petra och Gerasa.

## Födda
- 15 december 130 – Lucius Verus, romersk kejsare.
- 30 januari 133 – Didius Julianus, romersk kejsare.
- 135 – Pescennius Niger, romersk kejsare.

## Avlidna
- Hadrianus, romersk kejsare